# Kisdiós
Kisdiós (1899-ig Oreszkó, szlovákul Oreské) község Szlovákiában, a Nagyszombati kerületben, a Szakolcai járásban.

## Fekvése
Szakolcától 9 km-re északnyugatra fekszik.

## Története
1392-ben említik először.
Vályi András szerint "ORESZKO. Tót falu Nyitra Várm. földes Ura a’ F. Tsászár, lakosai katolikusok, fekszik Radosócznak szomszédságában, mellynek filiája, határja ollyan mint Veszkováé."
Fényes Elek szerint "Oreszko, tót falu, Nyitra vmegyében, Radosocz mellett: 261 kath., 4 zsidó lak. F. u. ö cs. k. felsége. Ut. p. Holics."
A trianoni békeszerződésig Nyitra vármegye Szakolcai járásához tartozott.

## Népessége
| Év:            | 1994. | 2004.   | 2014.   | 2024.   |
| -------------- | ----- | ------- | ------- | ------- |
| Emberek száma: | 334   | 348     | 379     | 387     |
| Eltérés:       |       | +4,19 % | +8,90 % | +2,11 % |

| Év:            | 2023. | 2024.   |
| -------------- | ----- | ------- |
| Emberek száma: | 393   | 387     |
| Eltérés:       |       | -1,52 % |

1910-ben 274, túlnyomórészt szlovák lakosa volt.
2001-ben 342 lakosából 335 szlovák volt.
2011-ben 358 lakosából 350 szlovák.

## Külső hivatkozások
- Hivatalos oldal
- Községinfó
- Kisdiós Szlovákia térképén